# Nulladik Változat
A Nulladik Változat egy 1989-ben alakult magyar alternatív, dark rock, illetve folk-rock együttes. A rendszerváltást követő underground zenei élet olyan szereplői mellett létezett és koncertezett különféle klubokban és fesztiválokon a zenekar, mint a The Perfect Name, a Vágtázó Halottkémek, a Sziámi, a Kispál és a Borz és a Pál Utcai Fiúk.

## Történet

### Kezdetek
A zenekart 1989-ben alapította Fenes Tibor (ének, gitár), Hricsovinyi Tamás (basszusgitár) és Puskás Tibor (dob) az ercsi laktanyában. Szabó Attila (gitár, vokál) 1991-ben csatlakozott a Nulladik Változathoz. Ezt a felállást, mely a zenekar első három albumán (Nulladik Változat, A bolyongás évei, Metropolisz-tánc), 1995-ig működött, később mint Nulladik Változat Origint – vagy az eredeti Nulladik Változatot – említették.
1990-ben Egerben jártak főiskolára a zenekar tagjai, amikor elkészült második demó albumuk, melyből 100 példány készült. A zenekar működésére kezdetektől jellemző az aktív jelenlét különféle klubokban és fesztiválokon, Budapesten és vidéki városokban, így Tatabányán, Szombathelyen, Egerben, Salgótarjánban, Veszprémben és Debrecenben egyaránt. Jellemző budapesti helyszínek voltak a zenekar életében a Fekete Lyuk, a Tilos az Á, az E-Klub, a 2008-ban megszűnt Benczúr Klub, a csepeli Voodoo Klub, a Süss Fel Nap, a Ráday Klub, a Marco Polo Club, a Gödör Klub és az After Music Club. Többször felléptek a Diákszigeten és a Fesztergomon.

### Későbbi évek
1995 májusától lett Szuhaj Péter a zenekar új gitárosa. A következő évben jelent meg a Négy című negyedik stúdióalbum. 1996-ban jelent meg a Catalogue című alterock válogatásalbum, melyen a Nulladik Változat Hajnal című dalával szerepelt.
Az 1998-as Csendkapu című album bizonyos értelemben visszatérést jelent a zenekar folk-rockos gyökereihez. A lemezen a Szent István Oratóriumkórus is közreműködött.
A zenekar jellemzően önerőből, szerzői kiadásként jelenteti meg albumait, de a Bahia Kiadónál jelent meg 1999-ben az akkor tízéves zenekar 18 dalból álló Játékok Könyve című válogatásalbuma. A CD-hez 1999 májusában újonnan rögzítettek 8 emblematikus dalt az első két albumról, köztük az Égő hidakat, az Egyszer az időbent, a Ketten a városbant és a Végült, de a teljes album a Fenes Tibor által is koncerteken „kulcsszámok”-nak nevezett dalokból állt össze.
2006-ban jelent meg a zenekar Retro Plusz (Retro +) című albuma, mely az 1989 és 1994 közötti időszakból tartalmaz lemezen korábban ki nem adott demó-, rádió- és koncertfelvételeket, illetve két angol nyelvű számot (Betty the Velvetblue, Metropolis).
2006. április 18-án a The Perfect Name és a Nulladik változat koncertet adott az A38 Hajón, melynek dalaiból a következő évben DVD is készült, melyre a zenekar 10 videóklipje is felkerült.
A Nulladik Változat, A bolyongás évei, a Csendkapu és a Murmuc borítói Ócsai Gábor festőművész grafikáinak felhasználásával készült. Töller András, aki a Négy, az Élő, a Csendkapu, a Játékok Könyve és a Murmuc albumok borítóit is tervezte, basszusgitárosként 2007 júniusában csatlakozott a zenekarhoz, melynek 2007 és 2010 között – egymást követően – két női dobosa is volt, előbb Tímár Rita, majd Schneider Beáta személyében.
2016 februárjában rögzítette stúdióban a zenekar a Hová mész? című 3 számot tartalmazó középlemez dalait, melyek korábban íródtak – a címadó dal még 2014-ben – és amelyeket már koncerten is hallhattak a zenekar koncertjeinek látogatói. A lemez bemutatójára 2016. június 18-án a Kis Á-ban került sor egy közel két órás koncert keretében.

## Stílus
A zenei stílust a zenekar indulásának időszakában jellemző alternatív, borongós – dark, illetve új hullámos – hangulat jellemezte, lassú és dinamikus dalok egyaránt megtalálhatók a zenekar repertoárjában. A Nulladik Változat zenéjére olyan zenekarok voltak hatással, mint a The Cure, a Joy Division és a U2. Fenes Tibor lírai, szerelemről, elidegenedésről, városi magányról szóló szövegei albumról albumra koherens érzésvilágot jelenítettek meg.
| „                                            | És a városból eltűnt a fény Csak ketten mentek tovább Kéz a kézben és szemek a szemekben Hogy csendben öleljék egymást. | ” |
| – Ketten a városban (A bolyongás évei, 1993) | |   |

| „                                | De a sötét szobákat nem felejtem el A fekete lepke magában énekelt. | ” |
| – Végül (A bolyongás évei, 1993) |                                                                     |   |

Az 1990-es évek közepétől – Szuhaj Péter zenekarba kerülésével – a zenében helyenként közép-európai (magyar és balkáni) népzenei elemekkel bővültek, illetve kaptak nagyobb hangsúlyt, a dalszövegekben gyakorta ezoterikus, illetve spirituális elemek bukkantak fel. A Nulladik Változat több mint két és fél évtizedes fennállása óta, a kísérletezések – és a tagcserékkel is járó változások – révén mindvégig stílusában megújulni tudó, ugyanakkor elveiben egységes zenét játszik.

## Tagok

### Jelenlegi felállás
- Fenes Tibor - ének, gitár (1989–)
- Krasznahorkai László - gitár, vokál (2013–)
- Puskás Tibor - dobok (1989–1999, 2011, 2016–)
- Töller András - basszusgitár, computer (2007–)

## Diszkográfia

### Albumok
- Nulladik Változat (1992, MC)
- A bolyongás évei (1993, MC)
- Metropolisz-tánc (1994, MC)
- Négy (1996, MC)
- Csendkapu (1998, MC)
- Murmuc (2000, MC és CD)
- Retro (2005, CD)
- Darker 2013 (2013, online[13])

### Koncertalbumok
- Élő (koncert- és kiadatlan felvételek, 1997, MC)

### Egyéb kiadványok
- Gyerünk (demó, 1989, MC)[1]
- Új dal (demó, 1990, MC)[1]
- Játékok Könyve (válogatásalbum 1989–1999, 1999, CD)[9]
- Retro Plusz (válogatásalbum 1989–1994, 2006, CD)
- Collection (válogatásalbum, 2008, online)[14]
- Dark 2011 (2011, EP, online)[15]
- Hová mész? (2016, EP)

## Videográfia
- Kezdődő kép (videóklipek és koncertfelvételek, 2004, VHS)
- Dark Boat Party – A38 Live[10] (koncertfelvétel és videóklipek, 2006, DVD)

### Videóklipek
- Betty (1995, Fazekas Ádám)
- Betty the Velvetblue (1995, Fazekas Ádám) (angolul)
- Bolyongás évei (1992, Balogh Zoltán)
- Csillagtér (2002, Franyó Zsolt, Mezei Attila)
- Felhők közt (1993, Balogh Zoltán)
- Glava (1999, Balla István, Gulya István)
- Metropolisz (1995, Fazekas Ádám)
- Retro (2007, Koszta János)
- Runaway (1993, Balogh Zoltán) (angolul)
- Szupersztár (1999, Balla István, Gulya István)
- Ez így talány (2024, Puskás Barnabás, Szathmári Balázs)